# Alessandro di Afrodisia

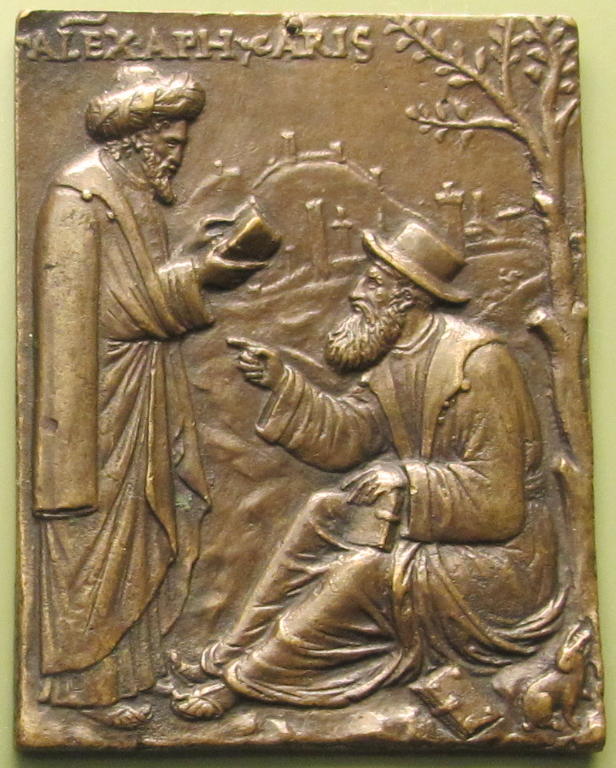
Andrea Briosco, Aristotele e Alessandro di Afrodisia, placchetta del XVI secolo, Bode-Museum

Alessandro di Afrodisia (Afrodisia, ... – ...; fl. fine II secolo/inizi III secolo) è stato un filosofo greco antico, uno dei maggiori commentatori aristotelici dell'antichità.

## Biografia

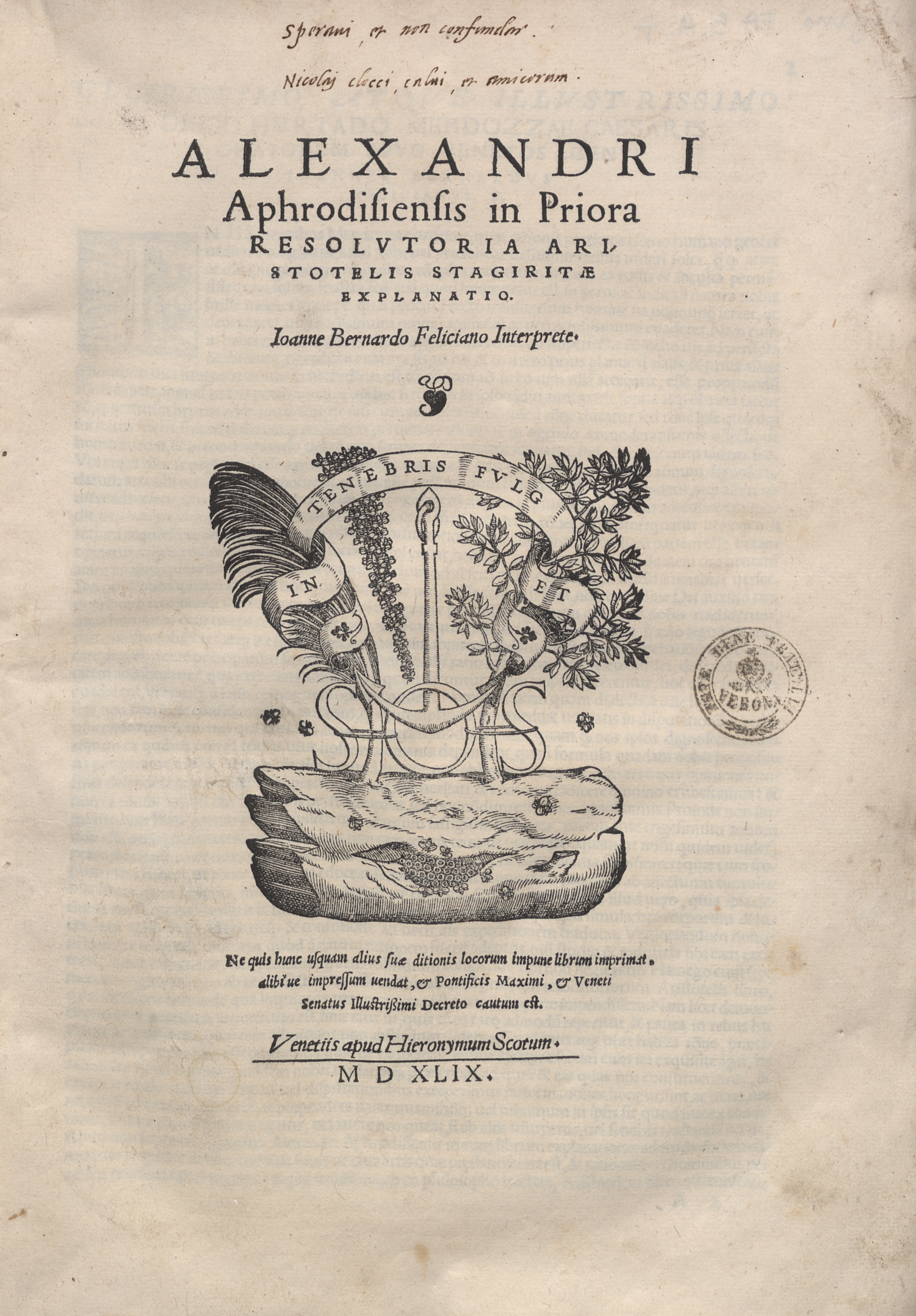
Commentaria in Analytica priora Aristotelis, 1549

Non si sa quasi nulla della vita di Alessandro; il nome di suo padre era Ermia, l'unica testimonianza diretta è la dedica agli imperatori Settimio Severo e Caracalla della sua opera Il destino: «Era tra le mie aspirazioni, grandissimi imperatori Severo e Antonino, venire di persona da voi, vedervi, indirizzarvi un discorso e ringraziarvi per tutto quello che da voi ho così spesso ricevuto, dal momento che ho sempre ottenuto quello che desideravo, insieme alla prova di esserne degno».
La dedica agli imperatori Settimio Severo e Caracalla, quest'ultimo associato all'impero dal 198, e il fatto che non venga menzionato Geta, associato anch'egli all'impero ma soltanto dal 209, dimostra che quell'opera fu composta tra il 198 e il 209. Egli scrive ancora che «il libro contiene la posizione di Aristotele, della cui scuola filosofica sono a capo», che ha fatto ritenere che Alessandro insegnasse allora in una delle quattro cattedre di filosofia istituite ad Atene da Marco Aurelio nel 176.
Suoi maestri furono certamente un allievo di Aspasio, Ermino,  e Sosigene; si è fatto anche il nome di Aristocle di Mitilene. Non ci sono testimonianze sufficienti per includere anche Adrasto d'Afrodisia.
Il suo lavoro rappresenta sia il periodo di massimo splendore che la fine della serie di commentatori che hanno spiegato Aristotele esclusivamente sulla base dei testi aristotelici. Con Alessandro si conclude la serie dei commentatori 'peripatetici' (iniziata con Andronico di Rodi) che hanno spiegato "Aristotele partendo da Aristotele". I commenti di Alessandro hanno avuto un ruolo fondamentale nella filosofia araba, che ha influenzato l'Occidente latino dopo la rinascita dell'aristotelismo nel Medioevo.

## Opere

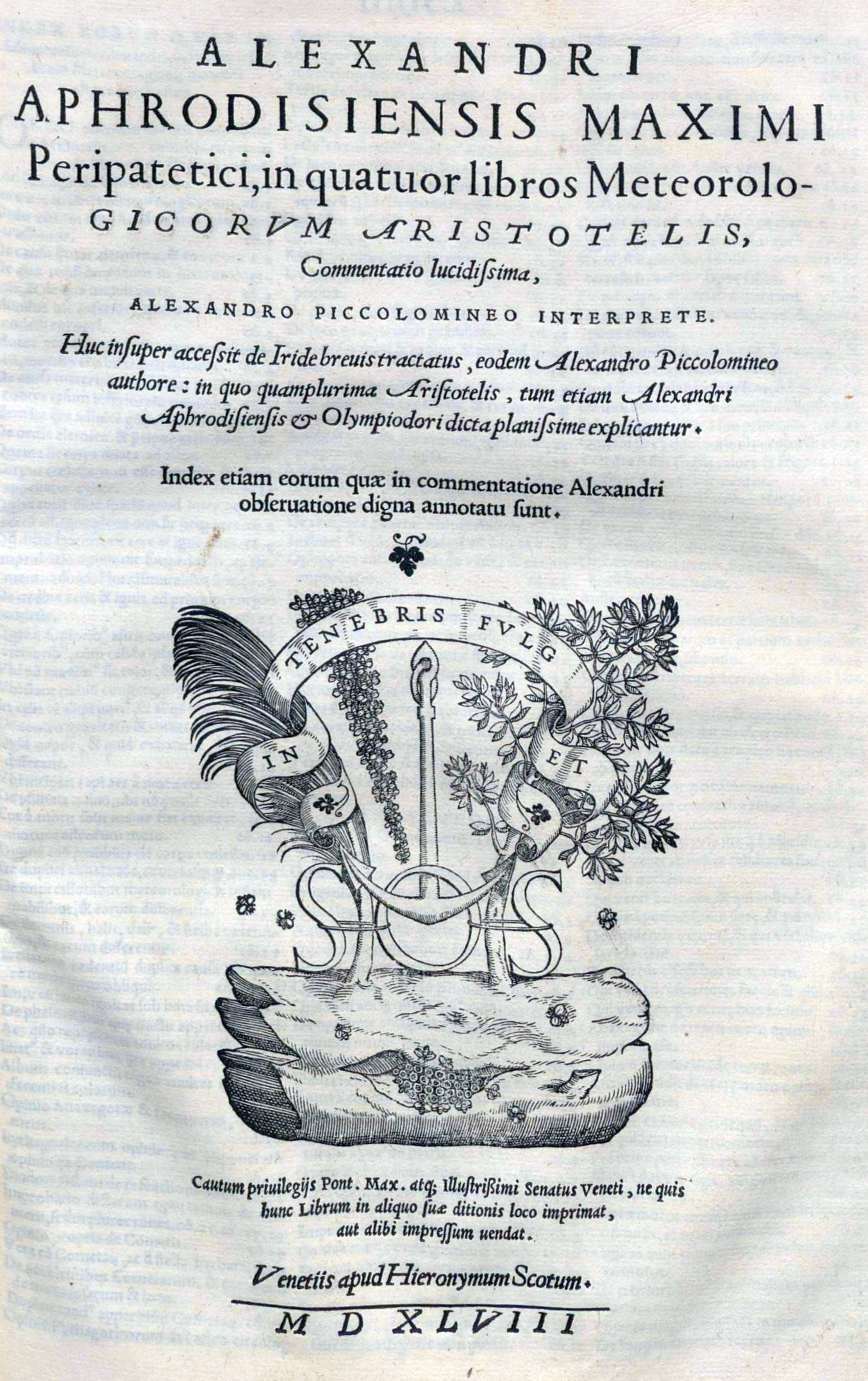
Commentaria in meteorologica Aristotelis, edizione del 1548

Alessandro era uno scrittore prolifico: ha commentato i trattati e le opere sistematiche di Logica, Metafisica, Fisica e Meteorologia, ma  non ha scritto commentari alle opere di Aristotele su Etica, Politica, Poetica o Retorica. Alessandro segue i testi aristotelici abbastanza coscienziosamente, spesso si concentra su alcuni punti e alcuni passaggi, mentre su altri passa sopra con brevi osservazioni; sceglie gli argomenti da approfondire con molta cura: le parafrasi sono interrotte da precisazioni terminologiche e, talvolta, nei punti cruciali, da note sulle letture divergenti in diversi manoscritti, con una giustificazione della propria preferenza per le parole originali di Aristotele.
Come filosofo invece, presenta nei suoi scritti un punto di vista aristotelico che riflette  le condizioni del suo tempo, su questioni che non sono o non sono state ampiamente discusse da Aristotele.
Commenti alle opere di Aristotele
- Categorie (frammenti)
- De interpretatione (frammenti)
- Analitici primi (libro I)
- Analitici primi (libro II) (frammenti)
- Topici
- Elenchi sofistici (frammenti)
- De anima (frammenti)
- De anima liber alter (Mantissa)
- De coelo (frammenti)
- Metafisica (libri I-V)
- Fisica (frammenti)
- De generatione et corruptione (frammenti)
- Meteorologia
- De sensu et sensatu

Altre opere
- De mixtione
- De fato
- Quaestiones ethicae
- Quaestiones physicae
- Confutazione della critica di Galeno alla tesi di Aristotele che tutto ciò che si muove è mosso da altro (versione araba)
- Confutazione di Senocrate sulla questione che la specie è anteriore al genere (versione araba)
- Sulla conversione delle premesse (versione araba)
- Sulla differenza specifica (versione araba)
- Le differenze (versione araba)
- Sul governo delle sfere (versione araba)
- Sui principi del tutto (versione araba)
- De providentia (versione araba)
- Sugli universali (versione araba)
- Sulla voce (versione araba)
- Sul vuoto (versione araba)

### Manoscritti
- In Aristotelis Metaphysica commentaria, XVI secolo, Modena, Biblioteca Estense, Fondo manoscritti, ms. alfa.v.06.14.
- Miscellanea, XVI secolo, Modena, Biblioteca Estense, Fondo manoscritti, ms. alfa.w.03.11.

### Edizioni
antiche
- (LA) Commentaria in meteorologica Aristotelis, Venezia, Girolamo Scoto, 1548.
  - (LA) Commentaria in meteorologica Aristotelis, Venezia, Giovanni Griffio (1.), 1556.
- (LA) Alexander Aphrodisiensis, Commentaria in Analytica priora Aristotelis, Venetiis, Girolamo Scoto, 1549. URL consultato il 30 giugno 2015.

moderne
- Alexandri in Aristotelis analyticorum priorum librum I commentarium, a cura di Max Wallies, Reimer, Berlino 1883
- Alexandri Aphrodisiensis in Aristotelis metaphysica commentaria, a cura di Michael Hayduck, Reimer, Berlino 1891
- Alexandri in Aristotelis meteorologicorum libros commentaria, a cura di Michael Hayduck, Reimer, Berlino 1899
- Alexandri in librum de sensu commentarium, a cura di Paul Wendland, Reimer, Berlino 1901
- Alexandri Aphrodisiensis in Aristotelis topicorum libros octo commentaria, a cura di Max Wallies, Reimer, Berlino 1891 (Disponibile su Gallica)
- Alexandri Aphrodisiensis praeter commentaria scripta minora: De anima liber cum mantissa, a cura di Ivo Bruns, Reimer, Berlino 1887 (Disponibile su  Gallica)
- Alexandri Aphrodisiensis praeter commentaria scripta minora: Quaestiones, De fato, De mixtione, a cura di Ivo Bruns, Reimer, Berlino 1892 (Disponibile su  Gallica)

### Traduzioni italiane
- Trattato sulla febbre, a cura di P. Tassinari, Alessandria: Edizioni dell'Orso, 1995 (opera spuria).
- Il destino, a cura di Carlo Natali, Milano: Rusconi, 1996 (seconda edizione riveduta, Academia Verlag, 2009)
- L'anima, a cura di Paolo Accattino e Pierluigi Donini, Roma-Bari: Laterza, 1996.
- La provvidenza. Questioni sulla provvidenza, a cura di Silvia Fazzo e Mauro Zonta, Milano: BUR Rizzoli, 1998.
- De anima II (Mantissa), testo greco a fronte, a cura di Paolo Accattino e Pietro Cobetto Ghiggia, Alessandria: Edizioni dell'Orso, 2005.
- Commentario alla «Metafisica» di Aristotele, testo greco a fronte, a cura di Giancarlo Movia, trad., present., note, sommari di: Alessandra Borgia (Δ), Marcella Casu (Γ), Paola Lai (α,Β), Maria Caterina Pogliani (Α), Milano: Bompiani, 2007.
- Cicerone, Pseudo Plutarco, Alessandro di Afrodisia, Trattati antichi sul destino, a cura di Aldo Magris, Brescia: Morcelliana, 2009.

### Studi
- Maddalena Bonelli, Alessandro di Afrodisia e la metafisica come scienza dimostrativa, Napoli, Bibliopolis, 2002.
- Cristina D'Ancona, Giuseppe Serra, Aristotele e Alessandro di Afrodisia nella tradizione araba, Padova, Il Poligrafo, 2002.
- Silvia Fazzo, Aporia e sistema. La materia, la forma, il divino nelle Quaestiones di Alessandro di Afrodisia, Pavia, ETS, 2001.
- Luca Gili, La sillogistica di Alessandro di Afrodisia. Sillogistica categorica e sillogistica modale nel commento agli "Analitici Primi" di Aristotele, Hildesheim, Georg Olms, 2011 ISBN 9783487146140.
- Giancarlo Movia, Alessandro di Afrodisia, tra naturalismo e misticismo, Padova, Antenore, 1970.
- Giancarlo Movia (a cura di), Alessandro di Afrodisia e la "Metafisica" di Aristotele. Temi metafisici e problemi del pensiero antico, Milano, Vita e Pensiero, 2003.